# All the Man That I Need
"All the Man That I Need" é uma canção de rhythm and blues (R&B) escrita pelos compositores norte-americanos Dean Pitchford e Michael Gore. A canção foi gravada por Linda Clifford em 1982, para o seu álbum I'll Keep on Loving You (1982). Pitchford e Gore tinham em mente Clifford e seu marido quando escreveram a canção. Mais tarde, foi gravada e lançada como um single do grupo musical Sister Sledge. Sua versão alcançou o número quarenta e cinco da tabela musical dos Estados Unidos Hot Black Singles. Em 1989, a artista musical americana Whitney Houston gravou a sua versão e, posteriormente, lançou-a como um single em Dezembro de 1990. Sua versão apresenta a produção de Narada Michael Walden. Em 1994, Luther Vandross - que fez os arranjos da versão original de Clifford - gravou sua própria versão sob o título "All the Woman That I Need", inclusa no álbum Songs (1994). As letras da canção falam sobre uma pessoa especial.
A versão de Houston teve uma enorme repercussão, recebendo opiniões positivas de críticos de música contemporânea. Em 23 de Fevereiro de 1991, a canção atingiu o número um da Billboard Hot 100, tornando-se no seu quarto single a conseguir tal feito. A versão também alcançou a primeira posição na Hot R&B Singles e da Adult Contemporary. Em outros lugares, alcançou o número um no Canadá, enquanto teve o seu pico dentro das vinte melhores colocações na Irlanda, nos Países Baixos e no Reino Unido.
No Brasil a canção foi incluída na trilha sonora internacional da novela "Lua Cheia de Amor", exibida pela Rede Globo entre 1990 e 1991.
Houston cantou a música nas digressões Feels So Right (1990), I'm Your Baby Tonight World Tour (1991), The Pacific Rim Tour (1997) e The European Tour (1998). Ela também cantou a música em muitas outras aparições televisivas, incluindo no concerto televisivo Welcome Home Heroes with Whitney Houston, dedicado aos soldados, suas famílias, e dignitários militares e governamentais dos que retornavam da Guerra do Golfo (1991-1991).

## Desempenho nas tabelas musicais
| País — Tabela musical (1982)                   | Melhor posição |
| ---------------------------------------------- | -------------- |
| Estados Unidos — Hot Black Singles (Billboard) | 45             |

| País — Tabela musical (1982)                                  | Melhor posição |
| ------------------------------------------------------------- | -------------- |
| Austrália — ARIA Charts                                       | 63             |
| Áustria — Ö3 Austria Top 40                                   | 21             |
| Canadá — RPM Top Singles                                      | 1              |
| França — Syndicat national de l'édition phonographique        | 28             |
| Alemanha — Media Control Top 100 Singles                      | 37             |
| Irlanda — Irish Recorded Music Association                    | 16             |
| Países Baixos — Dutch Top 40                                  | 11             |
| Nova Zelândia — Recording Industry Association of New Zealand | 36             |
| Suíça — Schweizer Hitparade                                   | 28             |
| Reino Unido — UK Singles Chart (The Official Charts Company)  | 13             |
| Estados Unidos — Billboard Hot 100                            | 1              |
| Estados Unidos — Hot R&B Singles (Billboard)                  | 1              |
| Estados Unidos — Adult Contemporary (Billboard)               | 1              |

| Chart (1991)                              | Position |
| ----------------------------------------- | -------- |
| Canadá Canadian Singles Chart             | 26       |
| Estados Unidos Billboard Hot 100          | 16       |
| Estados Unidos Pop Singles                | 16       |
| Estados Unidos R&B Singles                | 18       |
| Estados Unidos Adult Contemporary Singles | 3        |

| País                  | Certificação |
| --------------------- | ------------ |
| Estados Unidos - RIAA | Ouro         |